# Biantes minimus
Biantes minimus – gatunek kosarza z podrzędu Laniatores i rodziny Biantidae.

## Występowanie
Gatunek występuje na Seszelach.